# 3-Méthylheptane
Le 3-Méthylheptane est un hydrocarbure saturé de la famille des alcanes de formule C8H18. Il est un des dix-huit isomères de l'octane.
L'atome de carbone 3 qui porte le groupe méthyl est chiral. Le 3-Méthylheptane se présente donc sous la forme de deux énantiomères : 
- le (R)-3-Méthylheptane de numéro CAS 111002-96-1
- le (S)-3-Méthylheptane de numéro CAS 6131-25-5

qui sont séparables grâce leur pouvoir rotatoire opposé.